# Rec. 709

Esquema de l'espai de color CIE 1931 que mostra el Rec. 709 (HDTV) espai de color al triangle. Rec. 709 utilitza il·luminant D65 per al punt blanc.

Recomanació ITU-R 709, normalment abreujada Rec. 709, BT.709, o ITU-R 709, és un estàndard desenvolupat pel Sector de Radiocomunicacions de la Unió Internacional de Telecomunicacions (ITU-R) per a la codificació d'imatges i les característiques del senyal de la televisió d'alta definició (HDTV). L'estàndard especifica un esquema per a la codificació digital de colors com a triplets de nombres enters petits, un format de pantalla ampla amb 1080 línies actives per imatge i 1920 píxels quadrats per línia (una relació d'aspecte 16:9), així com diversos detalls de captura, transmissió i visualització del senyal. Tot i que està dirigit a HDTV, algunes de les seves especificacions (com ara la codificació de colors) també s'han adoptat per a altres usos.

## Detalls tècnics
L'estàndard està disponible gratuïtament al lloc web de la ITU, i aquest document s'ha d'utilitzar com a referència autoritzada. L'essencial es resumeix a continuació.

### Format i definició de la imatge
La Recomanació ITU-R BT.709-6 defineix un format d'imatge comú (CIF) on les característiques de la imatge són independents de la velocitat de fotogrames. La imatge és de 1920 x 1080 píxels, amb un nombre total de píxels de 2.073.600 i una relació d'aspecte de 16:9.

### Freqüències de fotogrames
BT.709-6 especifica les següents velocitats de fotogrames possibles i l'ordre d'exploració de píxels. Les opcions d'aquest últim són fotogrames escanejats progressivament (P), fotogrames segmentats progressius (PsF) i entrellaçats (I)
24/P, 24/PsF, 23,976/P, 23,976/PsF
Aquestes combinacions coincideixen amb la velocitat de fotogrames utilitzada per a les pel·lícules teatrals. Les tarifes fraccionades s'inclouen per a la compatibilitat amb les tarifes "desplegables" utilitzades amb NTSC.
50/P, 25/P, 25/PsF, 50/I (25 fps)
Aquestes combinacions es proporcionen per a la compatibilitat amb estàndards de televisió de "50 Hz" anteriors, com ara PAL o SECAM. No hi ha taxes fraccionades, ja que PAL i SECAM no tenien el problema desplegable de NTSC.
60/P, 59,94/P, 30/P, 30/PsF, 29,97/P, 29,97/PsF, 60/I (30 fps), 59,94/I (29,97 fps)
Aquestes combinacions ofereixen compatibilitat amb estàndards de televisió anteriors de "60 Hz", com NTSC. De nou, les taxes fraccionades són per a la compatibilitat amb les taxes desplegables NTSC heretades.
Les càmeres i els monitors poden utilitzar qualsevol d'aquests modes. El vídeo capturat en mode progressiu es pot gravar, emetre o reproduir en modes de fotograma segmentat progressiu o progressiu. El vídeo capturat amb un mode entrellaçat s'ha de distribuir com a entrellaçat tret que s'apliqui un procés de desentrellaçat en la postproducció.
En els casos en què una imatge capturada progressiva es distribueix en mode de fotograma segmentat, la freqüència de segment/camp ha de ser el doble de la velocitat de fotograma. Així, 30/PsF té la mateixa velocitat de camp que 60/I.

### L'espai de color RGB

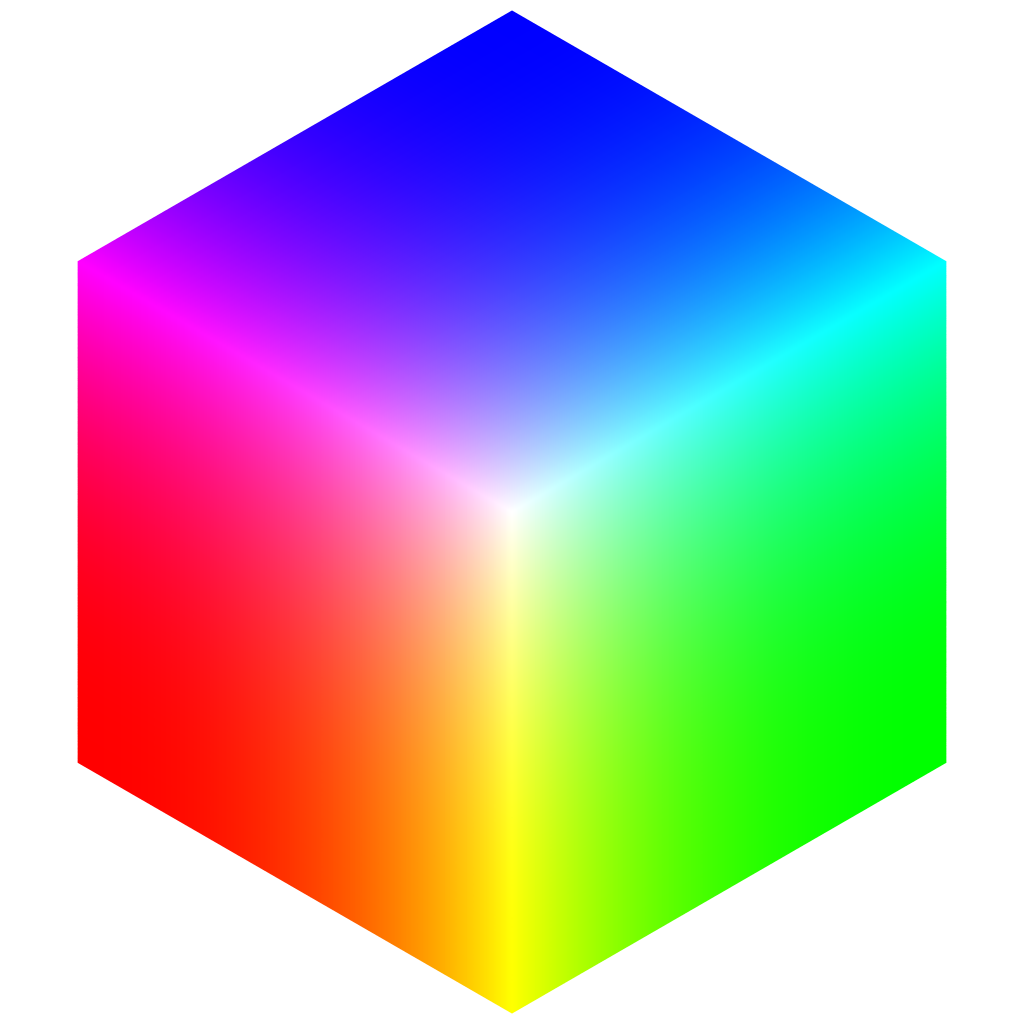
Cub de color BT.709 RGB (imatge codificada amb un perfil ICC)

Els colors de l'estàndard BT.709 es descriuen bàsicament segons el model de color RGB, és a dir, com a mescles de tres primaris, "vermell" (R), "verd" (G) i "blau" (B). Per a BT.709, les seves coordenades al diagrama de cromaticitat CIE 1931 són
Color primari ITU-R BT.709:p.18
| Punt blanc | Punt blanc | Primàries | Primàries | Primàries | Primàries | Primàries | Primàries |
| x W        | i W        | x R       | i R       | x G       | i G       | x B       | y B       |
| ---------- | ---------- | --------- | --------- | --------- | --------- | --------- | --------- |
| 0,3127     | 0,3290     | 0,64      | 0,33      | 0.30      | 0,60      | 0,15      | 0,06      |

A l'estàndard BT.709, un valor de color es representa conceptualment amb tres números {\displaystyle (E_{R},E_{G},E_{B})} entre 0 i 1, on 0 significa l'absència del color primari corresponent i 1 la intensitat màxima que pot representar l'espai de color. Si aquests nombres s'interpreten com a coordenades cartesianes en un espai tridimensional, els colors representables corresponen a punts d'un cub alineat amb eixos del costat 1, amb cantonada. {\displaystyle (0,0,0)} que representa el color negre i {\displaystyle (1,1,1)} que representa el blanc de màxima brillantor. De manera més general, els punts al llarg de la diagonal del cub representen tons de gris. Les coordenades del punt blanc anteriors defineixen aquest color blanc com a il·luminador CIE D 65 per a un observador estàndard de 2°.

### Codificació no lineal
Les coordenades {\displaystyle (E_{R},E_{G},E_{B})} se suposa que són proporcionals a la intensitat física de cada primària, és a dir, la potència de llum emesa o rebuda per unitat d'àrea. Per raons d'eficiència, l'estàndard especifica una transformació no lineal de cada senyal de component, que resulta en {\displaystyle (E'_{R},E'_{G},E'_{B})}. Aquesta funció de transferència de transferència elèctrica òptica,:p1es defineix com:p3
{\displaystyle V={\begin{cases}4.500\,L&{\mbox{if }}L<0.018\\[2mm]1.099\,L^{0.45}-0.099&{\mbox{if }}L\geq 0.018\end{cases}}}
on {\displaystyle L} és la coordenada lineal ( {\displaystyle E_{R}}, {\displaystyle E_{G}}, o {\displaystyle E_{B}} ), i {\displaystyle V} és el valor no lineal corresponent ( {\displaystyle E'_{R}}, {\displaystyle E'_{G}}, o {\displaystyle E'_{B}} ), tots dos a la gamma {\displaystyle \left[0,1\right]}.

### Descodificació no lineal
Per mostrar els colors en un dispositiu, com ara un monitor HDTV, els valors codificats {\displaystyle (E'_{R},E'_{G},E'_{B})} s'han de tornar a convertir en intensitats físiques de les primàries. Matemàticament, la inversa de la codificació no lineal anterior seria
{\displaystyle L={\begin{cases}V/4.5&{\mbox{if }}V<0.081\\[2mm]\left({\dfrac {V+0.099}{1.099}}\right)^{1/0.45}&{\mbox{if }}V\geq 0.081\end{cases}}}
Les característiques de transferència Rec.709 es defineixen en termes d'una funció característica de transferència optoelectrònica de referència. No obstant això, l'estàndard BT.709 no especifica una funció característica de transferència electro-òptica de referència corresponent (de vegades es coneix com "display gamma"). A la pràctica, la gamma de visualització depèn de diversos factors, com ara les capacitats del monitor, les condicions de visualització i els efectes visuals desitjats (com ara l'estirament de contrast o saturació ). A ITU-R BT.1886 i EBU Tech 3320 s'ha especificat una funció característica de transferència electro-òptica de referència corresponent per a pantalles de pantalla plana utilitzada en la producció d'estudis HDTV.

### Quantització
Per a l'emmagatzematge, la transmissió i el processament digitals, l'estàndard BT.709 especifica que les coordenades de color no lineals {\displaystyle E'_{R}}, {\displaystyle E'_{G}}, {\displaystyle E'_{B}}, {\displaystyle E'_{Y}}, {\displaystyle E'_{CB}}, i {\displaystyle E'_{CR}} es convertiran en nombres enters {\displaystyle D'_{R}}, {\displaystyle D'_{G}}, {\displaystyle D'_{B}}, {\displaystyle D'_{Y}}, {\displaystyle D'_{CB}}, i {\displaystyle D'_{CR}} amb un nombre fix {\displaystyle n} de bits, 8 o 10. Aquesta quantificació s'ha de realitzar mitjançant un simple escalat i arrodonit, per tal de produir nombres enters que abastin un subconjunt adequat del {\displaystyle n} -bits enters. Concretament,:p4

## Història
La creació d'un estàndard mundial de televisió d'alta definició va ser aprovada l'any 1989 pel Comité consultatif international pour la radio (CCIR) com a "Recommendació XA/11 MOD F". La primera versió oficial de la norma va ser aprovada l'any 1990 pel CCIR, sota el nom de "Recomanació 709". El CCIR es va convertir en l'ITU-R el 1992 i va publicar una nova versió de l'estàndard (BT.709-1) el novembre de 1993. Aquestes primeres versions encara deixaven moltes preguntes sense resposta, i la manca de consens cap a un estàndard mundial de HDTV era evident. Tant és així, alguns dels primers sistemes HDTV com 1035i30 i 1152i25 encara formaven part de l'estàndard fins al 2002 a BT.709-5.
La versió més recent és BT.709-6 publicada el 2015.
L'estàndard determinava estrictament la mida de la imatge, però oferia diverses opcions per a l'ordre d'escaneig de píxels i la velocitat de fotogrames. Aquesta flexibilitat permet que BT.709 es converteixi en l'estàndard mundial per a HDTV. Això permet als fabricants crear un únic televisor o pantalla per a tots els mercats d'arreu del món.

## Conversió d'estàndards
La conversió entre diferents estàndards de velocitat de fotogrames de vídeo i codificació de colors sempre ha estat un repte per als productors de contingut que distribueixen per regions amb estàndards i requisits diferents. Tot i que BT.709 ha alleujat el problema de compatibilitat pel que fa al fabricant de televisors i de consumidors, les instal·lacions de difusió segueixen utilitzant una velocitat de fotogrames determinada segons la regió, com ara 29,97 a Amèrica del Nord o 25 a Europa, la qual cosa significa que el contingut d'emissió encara requereix almenys una conversió de velocitat de fotogrames.